# مطار فرانه
مطار فرانه (إياتا: FAA، إيكاو: GUFH) هو مطار يخدم مدينة فرانه في غينيا. يبعد المطار بـ 2 كيلومتر (1.2 ميل) غرب المدينة عبر نهر النيجر .
يقع نظام المدى متعدد الاتجاهات عالي التردد/جهاز قياس المسافة فرانه (VOR / DME) (Ident: FRH ) و فرانه غير الاتجاهي ‏ (Ident: FH ) على بعد 1.1 ميل بحري (2.0 كـم) شمال شرقي المطار.

## روابط خارجية
- SkyVector - مطار فرانه بادالا
- مطاراتنا - مطار فرانه نسخة محفوظة 7 سبتمبر 2021 على موقع واي باك مشين.
- خريطة الشارع المفتوح - مطار فرانه
- هبوط المطر - فرانه
- تاريخ الحوادث لـ (Faranah Airport) على شبكة سلامة الطيران.